# Lista de deputados distritais do Distrito Federal da 3.ª legislatura
Esta é a lista de deputados distritais eleitos para a legislatura 1999–2003.

## Composição das bancadas
| Partido | Líder                     | Bancada | Posição      |
| ------- | ------------------------- | ------- | ------------ |
| PMDB    | Daniel Marques            | 5 / 24  | Governo      |
| PT      | Maninha                   | 5 / 24  | Oposição     |
| PTB     | Benício Tavares           | 2 / 24  | Governo      |
| PFL     | Pastor Aguinaldo de Jesus | 2 / 24  | Governo      |
| PPB     | Carlos Xavier             | 2 / 24  | Governo      |
| PSDB    | Anilcéia Machado          | 2 / 24  | Governo      |
| PL      | Renato Rainha             | 2 / 24  | Governo      |
| PSD     | Wilson Lima               | 1 / 24  | Governo      |
| PPS     | Alírio Neto               | 1 / 24  | Independente |
| PSB     | Rodrigo Rollemberg        | 1 / 24  | Oposição     |
| PSC     | José Tatico               | 1 / 24  | Oposição     |

## Deputados estaduais
| Número | Deputados distritais eleitos | Partido | Votação | Percentual | Cidade onde nasceu      | Unidade federativa |
| 22111  | Renato Rainha                | PL      | 30.416  | 3,03%      | Presidente Prudente     | São Paulo          |
| 13160  | Maninha                      | PT      | 24.843  | 2,47%      | Januária                | Minas Gerais       |
| 25138  | Pastor Aguinaldo de Jesus    | PFL     | 21.094  | 2,10%      | Rio de Janeiro          | Rio de Janeiro     |
| 20000  | José Tatico                  | PSC     | 16.638  | 1,66%      | Teixeiras               | Minas Gerais       |
| 40105  | Rodrigo Rollemberg           | PSB     | 15.942  | 1,59%      | Rio de Janeiro          | Rio de Janeiro     |
| 14444  | Benício Tavares              | PTB     | 15.075  | 1,50%      | Rio de Janeiro          | Rio de Janeiro     |
| 15215  | José Edmar Cordeiro          | PMDB    | 14.427  | 1,44%      | Formosa                 | Goiás              |
| 15123  | Daniel Marques               | PMDB    | 11.934  | 1,19%      | Anápolis                | Goiás              |
| 14123  | César Trajano de Lacerda     | PTB     | 11.477  | 1,14%      | Pires do Rio            | Goiás              |
| 12190  | João de Deus Carvalho        | PPB     | 10.653  | 1,06%      | Piaçabuçu               | Alagoas            |
| 13222  | Wasny de Roure               | PT      | 10.374  | 1,03%      | Goiânia                 | Goiás              |
| 13222  | Gim Argello                  | PFL     | 10.345  | 1,03%      | São Vicente             | São Paulo          |
| 15115  | Edimar Pireneus Cardoso      | PMDB    | 9.944   | 0,99%      | Corumbá de Goiás        | Goiás              |
| 15133  | Odilon Aires                 | PMDB    | 9.748   | 0,97%      | Ponte Alta do Bom Jesus | Tocantins          |
| 13123  | Chico Floresta               | PT      | 9.563   | 0,95%      | Fortaleza               | Ceará              |
| 15689  | Prof. Eurides Brito          | PMDB    | 9.340   | 0,93%      | Capanema                | Pará               |
| 13111  | Lúcia Helena de Carvalho     | PT      | 8.014   | 0,80%      | Londrina                | Paraná             |
| 11123  | Carlos Xavier                | PPB     | 7.934   | 0,79%      | Vazante                 | Minas Gerais       |
| 45459  | Coronel José Rajão Filho     | PSDB    | 7.548   | 0,75%      | Rio de Janeiro          | Rio de Janeiro     |
| 13013  | Paulo Tadeu                  | PT      | 6.815   | 0,68%      | Sobradinho              | Distrito Federal   |
| 45199  | Anilcéia Machado             | PSDB    | 6.650   | 0,66%      | Itapaci                 | Goiás              |
| 23456  | Alírio Neto                  | PPS     | 6.504   | 0,65%      | Piripiri                | Piauí              |
| 41384  | Wilson Lima                  | PSD     | 3.931   | 0,39%      | Ceres                   | Goiás              |
| 22221  | Agrício Braga                | PL      | 3.707   | 0,37%      | Casa Nova               | Bahia              |